# 福祉有償運送
福祉有償運送（ふくしゆうしょううんそう）とは、市町村（特別区を含む）や特定非営利活動法人（NPO法人）等が自家用自動車を使用して、障害者や要介護者の移送を行う「自家用有償旅客運送」の一つ。

## 概要
道路運送法第78条第2号に定められた「自家用有償旅客運送」の一つで、乗車定員11人未満の自動車を使用して行う、障がい者等のうち他人の介助によらずに移動することが困難であると認められ、かつ、単独でタクシーその他の公共交通機関を利用することが困難な者及びその付添人の運送を行うものである。
運行を行うことができるのは、市町村やNPO法人の他、一般社団法人または一般財団法人、農業協同組合、消費生活協同組合、医療法人、社会福祉法人、商工会議所、商工会、認可地縁団体と定められている。
また移動の対象となる障害者は、以下の規定に定められた者とされている。
- 身体障害者福祉法第4条に規定する身体障害者
- 精神保健及び精神障害者福祉に関する法律第5条に規定する精神障害者
- 障害者の雇用の促進等に関する法律第2条第4号に規定する知的障害者
- 介護保険法第19条第1項に規定する要介護認定を受けている者
- 介護保険法第19条第2項に規定する要支援認定を受けている者
- 介護保険法施行規則第140条の62の4第2号の厚生労働大臣が定める基準に該当する者
- その他肢体不自由、内部障害、知的障害、精神障害その他の障害を有する者

## 背景
日本における身体障害者や高齢者等の移送サービスは、1970年代にボランティアと厚生部局（当時の厚生省、現・厚生労働省）の取り組みとして始まっており、交通事業としての位置づけがないまま進展してきた。その手法としては、行政がタクシー会社・バス会社に補助を行って実施するケース（相乗り型特別輸送サービス）と、福祉サービスを担う団体・組織が直営するケース（福祉型交通サービス／移送サービス）が存在しており、特に後者に関しては移送サービスの料金を「福祉等のサービスに含む」（運賃だけを収受しない）としているケースが少なくなく、このことが道路運送法第80条第1項で定められている「自家用自動車の有償運送の禁止」に抵触するのではないかとの疑義が呈された。
一方、2000年の介護保険法の施行に伴い、一部のタクシー会社が直営で訪問介護事業を行うようになり、ヘルパー資格を有する運転者が、タクシーを使用して身体介護として通院送迎を実施するようになった。これを模して通常の訪問介護事業所でもホームヘルパーによる通院送迎（ヘルパー送迎）を実施するようになったが、訪問介護事業を実施する場合は訪問介護事業所として都道府県に登録する必要があるが、前述のような経緯もあって道路運送法による許可は要件には入っていなかったことから、ほとんどの事業所は道路運送法による許可を得ていなかった。
こうした中、2003年（平成15年）に「構造改革特区において実施することができる特例措置」の事業1206として「NPOによるボランティア輸送としての有償運送可能化事業」という項目が盛り込まれ、これに基づき大阪府枚方市（福祉移送サービス特区）・長野県南佐久郡小海町（小海町福祉輸送特区）・徳島県勝浦郡上勝町（上勝町有償ボランティア輸送特区）を皮切りにボランティアによる福祉目的の有償運送制度の導入が始まる。これらの実績を踏まえ、国土交通省が厚生労働省と協議した結果、翌2004年に国土交通省自動車局が「福祉有償運送及び過疎地有償運送に係る道路運送法第80条第1項による許可の取扱いについて」（平成16年3月16日国自旅第240号 自動車交通局長発 各地方運輸局長・沖縄総合事務局長宛）の通達を発し、構造改革特区での特例措置に基づく福祉有償運送を全国的に実施することとし、NPO法人や社会福祉法人など非営利法人の介護保険事業者が福祉目的の有償運送を行えるようにした。その際、市町村が主宰する福祉有償運送運営協議会の協議を行うことを必須とするなど、一定の運送要件を課することとした。
2006年（平成18年）10月1日に改正道路運送法が施行され、それまで法律上の例外措置を根拠とした国通達による運用として実施されてきた福祉有償運送が、同法第78条第2号に規定する「自家用有償運送」の一類型として法律上に位置づけられるようになった。

## 登録への流れ
- 市町村は、福祉有償運送の登録申請があった場合、福祉有償運送運営協議会を設置し、当該地域内における交通状況を鑑みて福祉有償運送における運送が必要かどうかを判断する。従来からボランティア輸送等が多く行われてきた地域では必要と認められるケースが多い。
- 登録を希望するNPO等は、市町村に登録申請書を提出し、福祉有償運送運営協議会で要件等を協議にかける。協議が認められれば、運輸支局への登録の手続を行う。

## 福祉有償運送運営協議会
福祉有償運送運営協議会は、原則として1つの市町村を単位として設置することとなっているが、地域の経済圏や交通圏等の状況を踏まえて、複数の市町村で共同設置することもできる。

### 構成員
1. 運営協議会を主宰する市町村長又は都道県知事その他の地方公共団体の長
2. 一般旅客自動車運送事業者及びその組織する団体
3. 住民又は旅客
4. 地方運輸局長
5. 一般旅客自動車運送事業者の事業用自動車の運転者が組織する団体
6. 運営協議会を主宰する市町村長又は都道府県知事の管轄する区域内において現に過疎地有償運送又は福祉有償運送を行っている特定非営利活動法人等

上記の他、運営協議会を主宰する市町村長又は都道府県知事は、必要があると認めるときは運営協議会に、学識経験を有する者のその他の運営協議会に必要と認められる者を構成員として加えることができる。

### 協議事項
福祉有償運送運営協議会において、道路運送法及び同施行規則に規定される協議事項は、下記の3項目であり、法定3事項と呼ばれる。
1. 福祉有償運送の必要性
道路運送法第79条の4第1項第5号
5 申請に係る自家用有償旅客運送に関し、国土交通省令で定めるところにより、地方公共団体、一般旅客自動車運送事業者又はその組織する団体、住民その他の国土交通省令で定める関係者が、一般旅客自動車運送事業者によることが困難であり、かつ、地域住民の生活に必要な旅客運送を確保するため必要であることについて合意していないとき。
2. 運送の区域
道路運送法施行規則第51条の4
法第79条の2第1項第3号の運送の区域は、地域公共交通会議又は第51条の7に規定する運営協議会を主宰する市町村長又は都道県知事の管轄する区域のうち、当該地域公共交通会議又は運営協議会において協議により定められた市町村を単位とする区域とする。
3. 運送対価
道路運送法施行規則第51条の15第3項
過疎地有償運送及び福祉有償運送に係る対価にあっては、当該地域における一般旅客自動車運送事業に係る運賃及び料金を勘案して、当該自家用有償旅客運送が営利を目的としているとは認められない妥当な範囲内であり、かつ、運営協議会において協議が調っていること。